# Tarde para todos
Tarde para todos fue un programa de TVE emitido la tarde de los domingos entre 1972 y 1974.

## Formato
Se trataba de un macro-programa contenedor de seis horas de duración -de 15:30 a 21:30- en el que tenían cabida diferentes secciones, concursos, entrevistas, deporte, actuaciones musicales, humor y series.
La emisión comenzaba con la serie norteamericana Los dos mosqueteros, protagonizada por Ben Murphy. La siguiente sección se titulaba A todo ritmo, de carácter musical. A continuación La pantera rosa y la sección Estrellas invitadas con entrevista a una celebridad. El programa se cerraba con el concurso Fe de erratas y el mini-espacio Mundo Camp, con guiones de Romano Villalba.

## Historia
El programa se estrenó en junio de 1972 y sustituía a un programa de corte similar, Siempre en domingo, que dirigió Manuel Martín Ferrand. Se mantuvo en pantalla hasta marzo de 1974.
A partir de esa fecha fue sustituido por otro programa que respondía a las mismas premisas: Todo es posible en domingo.

## Presentadores
Bajo dirección de Óscar Banegas, asistido por Hugo Stuven, el programa estuvo presentado por Juan Antonio Fernández Abajo, acompañado por Clara Isabel Francia, José Luis Uribarri, José Antequera y Torrebruno.
En 1973 se incorporaron también al equipo la debutante Eva Gloria, Willy Rubio y Luciana Wolf. El programa contaba con el humor de Joe Rígoli, en el papel de Tancredo Tardón y de Fernando Esteso.
Desde el 2 de diciembre de 1973 se produjo una renovación de los presentadores, con la incorporación de dos entonces jóvenes promesas de la televisión: Yolanda Ríos, ex-azafata de Un, dos, tres y Nicolás Romero procedente de Los Chiripitifláuticos. El tándem continuó al frente del programa hasta su definitiva cancelación.

## Artistas invitados
Entre otros, desfilaron por el plató de Tarde para todos los siguientes artistas: Palito Ortega, Luis Aguilé, Camilo Sesto, Betty Missiego, Bruno Lomas, Cecilia, Los 3 Sudamericanos, Lola Flores, Fórmula V, Tony Ronald, Gigliola Cinquetti, Junior, Salomé, Armando Manzanero, Los Diablos, Lorenzo Santamaría, Albert Hammond, Salvatore Adamo, José Luis Moreno, Rosa León, Georgie Dann y Las Grecas.

## Premios y distinciones
Juan Antonio Fernández Abajo obtuvo los Premios Antena de Oro y TP de Oro de 1973, por su labor al frente del programa.
Fue considerado por el Grupo Joly uno de los cien mejores programas de la historia de la televisión en España.